# Pierfrancesco Scarampi
Pierfrancesco Scarampi (1596-14 de octubre de 1656) fue un orador católico y un enviado papal.

## Biografía

### Inicios
Scarampi nació en el seno de una familia noble en el Marquesado de Montferrato, hoy en día parte de Piamonte, en el año de 1596. Sus padres le encaminaron a que siguiese una carrera militar, pero durante una visita a la Corte romana sintió el llamado a iniciar una vida religiosa. Después de mucha meditación y con el consejo de su confesor, ingresó a la Congregación del Oratorio de San Felipe Neri en 1636. 

### Enviado de Irlanda
Después de la petición del sacerdote Luke Wadding, quien era un representante en Roma de la Confederación de irlandeses católicos, el papa Urbano VIII envío al sacerdote Scarampi en 1643 para que prestase su ayuda al Consejo Supremo de la confederación. Fue recibido con mucho optimismo por los irlandeses católicos. A cualquier lugar a donde lo enviasen se reunía con obispos, clérigos y la nobleza. Fue recibido con honores militares que incluyeron varios cañonazos al aire. A su llegada a Kilkenny notó inmediatamente que el peligro que amenazaba la existencia de la confederación era la falta de consenso entre sus miembros. Seguidamente realizó un llamamiento al Consejo para que evitase todo tipo de disensión y a que no realizase ningún compromiso con los enemigos de su religión y país. Richard Bellings, secretario de Consejo, hizo una declaración dirigida a Scarampi argumentado los motivos a favor de terminar las hostilidades. Sin embargo, Scarampi le respondió indicándole que la guerra debía continuar y que los ingleses únicamente deseaban el cese a las hostilidades para aliviar sus necesidades presentes. 
John Thomas Gilbert autor de "A contemporary history of affairs in Ireland" declaró que Scarampi era «era un hombre muy competente y comprensible, y que fue recibido con mucho honor. En poco tiempo aprendió sobre el linaje de las familias irlandesas, probando su ingenio y diligencia. También observó todos los juicios de los antiguos y recientes irlandeses permitiéndole determinar quien se comportaba bien o mal dentro del reino».
El Consejo Supremo suplicó al papa que ascendiese a Scarampi a la dignidad de arzobispo y nuncio apostólico, y los obispos de Irlanda le suplicaron que aceptase la archidiócesis de Tuam, la cual estaba vacante en aquella época. Sin embargo, rechazó todos los honores y rehusó atravesar el baldaquín que se le había preparado en Waterford. Estuvo presente junto a las tropas confederadas en el asedio de Duncannon, y cuando la fortaleza fue asaltada en la noche de San Patricio ordenó inmediatamente que se erigiese una capilla en honor al santo y celebró la primera misa. 

### Regreso a Roma
El 5 de mayo de 1645 el papa Inocencio X lo convocó en Roma. En se despedida de la Asamblea General, agradeció a todos los miembros por la amabilidad hacia él, y les pidió que se mantuviesen unidos firmemente. El presidente de la asamblea luego de haber indicado todas las fatigas soportadas por Scarampi en su lucha por la causa irlandesa declaró: Mientras la religión católica perdure en Irlanda, el nombre de Scarampi será apreciado y recordado afectivamente.
Después de que recibiese al nuncio apostólico Rinuccini en Irlanda, partió hacia Roma. Junto a él viajaron cinco jóvenes irlandeses destinados al sacerdocio, a los cuales deseaba educar y apoyar corriendo los gastos por su cuenta. Entre estos jóvenes estaba Oliver Plunket, quien más tarde se convertiría en mártir y Arzobispo de Armagh. Debido a su gran labor realizada en Irlanda, a su llegada a Roma fue agradecido y elogiado por el papa. 

### Servicio en Roma y fallecimiento
En 1656, cuando la peste negra asoló la ciudad de Roma, pidió que se le permitiese atender a los enfermos del lazareto, donde se contagió y murió. Mediante un permiso especial se lo sepultó en la iglesia de Santi Nereo e Achilleo ubicada en la Vía Apia y que fue la sede nominal del cardenal Caesar Baronius.